# Stara mestna hiša, Bratislava
Stara mestna hiša (slovaško Stará radnica, madžarsko Régi városháza) je kompleks stavb iz 14. stoletja v starem mestnem jedru Bratislave, glavnega mesta Slovaške. Je najstarejša mestna hiša v državi in je ena najstarejših kamnitih stavb, ki še stojijo v Bratislavi, s stolpom, zgrajenim približno leta 1370. Mestna hiša je nastala v 15. stoletju s povezovanjem treh mestnih hiš, nato pa je šla skozi več rekonstrukcij v stoletjih.
V njej je najstarejši muzej v Bratislavi, Mestni muzej Bratislava, ustanovljen leta 1868, ki prikazuje razstavo o zgodovini mesta in razstavo mučilnih naprav. Razgled z vrha stolpa stare mestne hiše ponuja pogled na staro mestno jedro Bratislave in njegovo okolico.

## Lega
Stara mestna hiša stoji v središču Bratislave, med Glavnim trgom in Primasovim trgom na: 48°08′38.0″N 17°06′32.8″E. Je poleg jezuitske cerkve ter blizu grškega in japonskega veleposlaništva. Zlahka jo prepoznamo po barvitih strešnikih na strehi.

## Zgodovina
Gotsko dokončana v 15. stoletju je nastala z združitvijo več stavb: Jakobove hiše s stolpom, Pawerjeve hiše, Ungerjeve hiše in Apponyijeve palače (slovaško Pawerov dom, Ungerov dom, Aponyiho palác, madžarsko Pawer ház, Unger ház, Apponyi palota). Glavno stavbo ob stolpu in obrnjeno proti Glavnemu trgu je dal zgraditi mestni župan Jakob II. (imenovan tudi Jakab, Jakub) v 14. stoletju, medtem ko je bil stolp (prvotno gotski) postavljen v poznem 13. stoletju. Stolpi iz kamna so bili del nekaterih srednjeveških meščanskih hiš, da bi zagotovili varnost v primeru vojne ali zaščito bogastva v primeru požara. Čeprav natančnega datuma ni mogoče določiti, podatki o gotskih oknih kažejo, da je bil zgrajen približno leta 1370. Pritličje stolpa je bilo en meter nižje od današnje ravni ulice. Stolp je bil v naslednjih stoletjih večkrat okrepljen in spremenjen; na neki točki je vseboval mehansko uro, veliko kroglo, ki je prikazovala lunine faze, nad njo pa so bili zvonovi.
Apponyijevo palačo je zgradil grof György Apponyi, madžarski plemič in kraljev svetovalec, na mestu dveh starejših meščanskih hiš v letih 1761–1762. Arhitekt ni znan, vendar starejša literatura pripisuje projekt F. A. Hildebrandtu. Od te rezidenčne reprezentativne mestne rezidence sta ohranjeni le dve krili - zahodno in krajše južno. Pritličje je bilo hkrati stanovanjsko in skladiščno. Na stopnišču so bile do 1930-ih baročne kamnite plastike svetnikov. Prvo nadstropje je reprezentativen piano nobile z ohranjeno rokoko-klasično notranjo opremo. Drugo nadstropje je bilo uporabljeno za nastanitev družine Apponyi, stropi so tu nižji in stenske dekoracije manj dovršene. Podstrešje je bilo od 18. stoletja do prve polovice 19. stoletja namenjeno prenočevanju (v mansardah meščanskih hiš in plemiških palač je bilo običajno spati obiskovalcem kronanj in drugih večjih dogodkov), danes pa so lesene separeje za spanje odstranili. Do druge polovice 19. stoletja je imela palača še dva trakta okrog trapezastega dvorišča, ki ju je uporabljalo služabništvo.
Kasneje je stara mestna hiša doživela številne preobrazbe in izboljšave, in sicer renesančno rekonstrukcijo leta 1599 po poškodbah zaradi potresa, baročno preoblikovanje stolpa po požaru v 18. stoletju in dodatek neorenesančnega/neogotskega trakta, zgrajenega leta 1912.

### Uporaba
Stavba je bila od 15. stoletja do konca 19. stoletja uporabljena kot mestna hiša. Včasih pa je v tistem obdobju služila tudi drugim namenom, vključno z nastanitvijo zapora in kovnice ter kot kraj trgovanja in praznovanj. Uporabljali so jo tudi kot mestno skladišče orožja in občinski arhiv.
Danes gosti Mestni muzej Bratislava, kjer so na ogled razstave o zgodovini Pressburga. Razstavljeni predmeti vključujejo mučilne instrumente, stare mestne ječe, starinsko orožje in oklepe, slike in miniature. Ena izmed njegovih zanimivosti je v steno stolpa vzidana topovska krogla, ki so jo leta 1809 izstrelili Napoleonovi vojaki med obstreljevanjem mesta s Petržalke. Poleti na njenem dvorišču potekajo koncerti. Podstrešje palače Apponyi se uporablja kot študijsko skladišče stekla in keramike.
Vrh stolpa je dostopen kot del razstave Mestnega muzeja Bratislava.

## Galerija
- Stara mestna hiša
- Detajl
- Detajl
- Pogled z dvorišča
- Koncert pred Staro mestno hišo